# Тэтч, Брэндон
Брэндон Майкл Мэтью Тэтч (англ. Brandon Michael Mathew Thatch; род. 11 июля 1985, Денвер) — американский боец смешанного стиля, представитель полусредней весовой категории. Выступал на профессиональном уровне в период 2008—2016 годов, известен по участию в турнирах бойцовских организаций UFC, Strikeforce, RFA и др. Владел титулом чемпиона ROF Young Guns в полусреднем весе.

## Биография
Брэндон Тэтч родился 11 июля 1985 года в Денвере, штат Колорадо.
В возрасте трёх лет по наставлению отчима Кларенса Тэтча начал практиковать карате. В 17 лет попробовал себя в кикбоксинге, одержав три победы среди любителей, после чего задумался о карьере профессионального бойца ММА.

### Начало профессиональной карьеры
Дебютировал в смешанных единоборствах на профессиональном уровне в июне 2008 года на турнире небольшого колорадского промоушена Ring of Fire, выиграл у своего соперника техническим нокаутом за 38 секунд.
В сентябре 2008 года получил возможность выступить в достаточно крупной американской организации Strikeforce в Лос-Анджелесе, но проиграл поединок раздельным решением судей Брэндону Мараге и не смог закрепиться в промоушене.
Вернувшись в Колорадо, продолжил выступать в Ring of Fire, где выиграл четыре поединка, в том числе завоевал титул чемпиона в полусредней весовой категории. Также отметился здесь досрочной победой над достаточно сильным бойцом Чиди Нджокуани.
В 2011—2012 годах являлся бойцом канадской организации Instinct MMA, в это время добавил в послужной список ещё три победы.
В марте 2013 года на турнире Resurrection Fighting Alliance с помощью удушающего приёма сзади принудил к сдаче Майка Роудза.

### Ultimate Fighting Championship
Имея в послужном списке девять побед и только одно поражение, Тэтч привлёк к себе внимание крупнейшей бойцовской организации мира Ultimate Fighting Championship и в мае 2013 года подписал с ней долгосрочный контракт.
Дебютировал в октагоне UFC в августе 2013 года, за счёт удачно проведённой серии ударов в первом же раунде победил Джастина Эдвардса, заработав при этом бонус за лучший нокаут вечера.
В ноябре 2013 года на турнире в Бразилии вышел в клетку против местного бойца Паулу Тиагу и так же победил досрочно в первом раунде.
В августе 2014 года Тэтч должен был заменить травмировавшегося бразильца Тиагу Алвиса в бою с канадцем Джорданом Мейном, однако в конечном счёте сам снялся с турнира из-за травмы пальца ноги.
Планировался бой Брэндона Тэтча против Стивена Томпсона в феврале 2015 года. Томпсон в итоге отказался от боя из-за травмы ребра, и Тэтч на том же турнире в главном бою вечера встретился с бывшим чемпионом организации в лёгком весе Бенсоном Хендерсоном. В четвёртом раунде Хендерсон забрал спину соперника и успешно провёл удушающий приём сзади, в результате Тэтч вынужден был сдаться. Оба бойца получили награды за лучший бой вечера, кроме того, их противостояние телеканалом ESPN было признано лучшим боем полугодия.
На июльском турнире в 2015 году Тэтч должен был встретиться с Джоном Говардом, но затем матчмейкеры решили поставить его в пару с Гуннаром Нельсоном, лишившимся своего соперника Джона Хэтэуэя, выбывшего из-за травмы. Уже в первом раунде Нельсон завершил бой удушением сзади.
В марте 2016 года в поединке с Сияром Бахадурзадой попался на «ручной треугольник» и сигнализировал о сдаче.
На сентябрь 2016 года планировался бой против бразильца Эрика Силвы, но Тэтч снялся с турнира из-за травмы.
На предновогоднем турнире в декабре 2016 года должен был драться с Сабахом Хомаси, тот в конечном счёте травмировался и был заменён новичком организации Нико Прайсом. Тэтч проиграл сдачей в концовке первого раунда, и на этом четвёртом подряд поражении его сотрудничество с UFC подошло к концу.

## Статистика в профессиональном ММА
| Боёв 16  | Побед 11 | Поражений 5 |
| -------- | -------- | ----------- |
| Нокаутом | 7        | 0           |
| Сдачей   | 4        | 4           |
| Решением | 0        | 1           |

| Результат | Рекорд | Соперник         | Способ                     | Турнир                                 | Дата             | Раунд | Время | Место             | Примечание                                                 |
| --------- | ------ | ---------------- | -------------------------- | -------------------------------------- | ---------------- | ----- | ----- | ----------------- | ---------------------------------------------------------- |
| Поражение | 11-5   | Нико Прайс       | Сдача (треугольник руками) | UFC 207                                | 30 декабря 2016  | 1     | 4:30  | Лас-Вегас, США    |                                                            |
| Поражение | 11-4   | Сияр Бахадурзада | Сдача (треугольник руками) | UFC 196                                | 5 марта 2016     | 3     | 4:11  | Лас-Вегас, США    |                                                            |
| Поражение | 11-3   | Гуннар Нельсон   | Сдача (удушение сзади)     | UFC 189                                | 11 июля 2015     | 1     | 2:54  | Лас-Вегас, США    |                                                            |
| Поражение | 11-2   | Бенсон Хендерсон | Сдача (удушение сзади)     | UFC Fight Night: Henderson vs. Thatch  | 14 февраля 2015  | 4     | 3:58  | Брумфилд, США     | Бой вечера.                                                |
| Победа    | 11-1   | Паулу Тиагу      | Сдача (коленом в корпус)   | UFC Fight Night: Belfort vs. Henderson | 9 ноября 2013    | 1     | 2:10  | Гояния, Бразилия  |                                                            |
| Победа    | 10-1   | Джастин Эдвардс  | TKO (удары)                | UFC Fight Night: Condit vs. Kampmann 2 | 28 августа 2013  | 1     | 1:23  | Индианаполис, США | Нокаут вечера.                                             |
| Победа    | 9-1    | Майк Роудз       | Сдача (удушение сзади)     | RFA 7                                  | 22 марта 2013    | 1     | 2:22  | Брумфилд, США     |                                                            |
| Победа    | 8-1    | Мартин Градмонт  | Сдача (удушение сзади)     | Instinct MMA: Instinct Fighting 4      | 29 июня 2012     | 1     | 1:55  | Монреаль, Канада  |                                                            |
| Победа    | 7-1    | Йори Эриксон     | KO (удар коленом)          | Instinct MMA: Instinct Fighting 3      | 31 марта 2012    | 1     | 0:18  | Шербрук, Канада   |                                                            |
| Победа    | 6-1    | Патрик Валле     | TKO (удары руками)         | Instinct MMA: Instinct Fighting 2      | 2 декабря 2011   | 1     | 0:15  | Квебек, Канада    |                                                            |
| Победа    | 5-1    | Чиди Нджокуани   | TKO (удары руками)         | Ring of Fire 41: Bragging Rights       | 20 августа 2011  | 1     | 0:53  | Брумфилд, США     | Бой в промежуточном весе 78,5 кг; Нджокуани не сделал вес. |
| Победа    | 4-1    | Крис Холланд     | KO (удары руками)          | Ring of Fire 40: Backlash              | 16 апреля 2011   | 1     | 0:19  | Брумфилд, США     | Выиграл титул чемпиона ROF Young Guns в полусреднем весе.  |
| Победа    | 3-1    | Дэнни Дэвис      | Сдача (удушение сзади)     | Ring of Fire 39: Summer Brawl 2        | 27 августа 2010  | 1     | 4:12  | Денвер, США       |                                                            |
| Победа    | 2-1    | Майкл Эррант     | KO (ногой в голову)        | Ring of Fire 33: Adrenaline            | 10 января 2009   | 1     | 0:18  | Брумфилд, США     |                                                            |
| Поражение | 1-1    | Брэндон Магана   | Раздельное решение         | Strikeforce: At The Mansion II         | 20 сентября 2008 | 3     | 3:00  | Лос-Анджелес, США |                                                            |
| Победа    | 1-0    | Майк Крисман     | TKO (удары коленями)       | Ring of Fire 32: Respect               | 13 июня 2008     | 1     | 0:38  | Брумфилд, США     |                                                            |